# 阿姆戈那蛛
阿姆戈那蛛（学名：Gonatium amdoensis）为皿蛛科戈那蛛属的动物。在中国大陆，分布于甘肃等地。该物种的模式产地在甘肃。